# 谷田部海軍航空隊

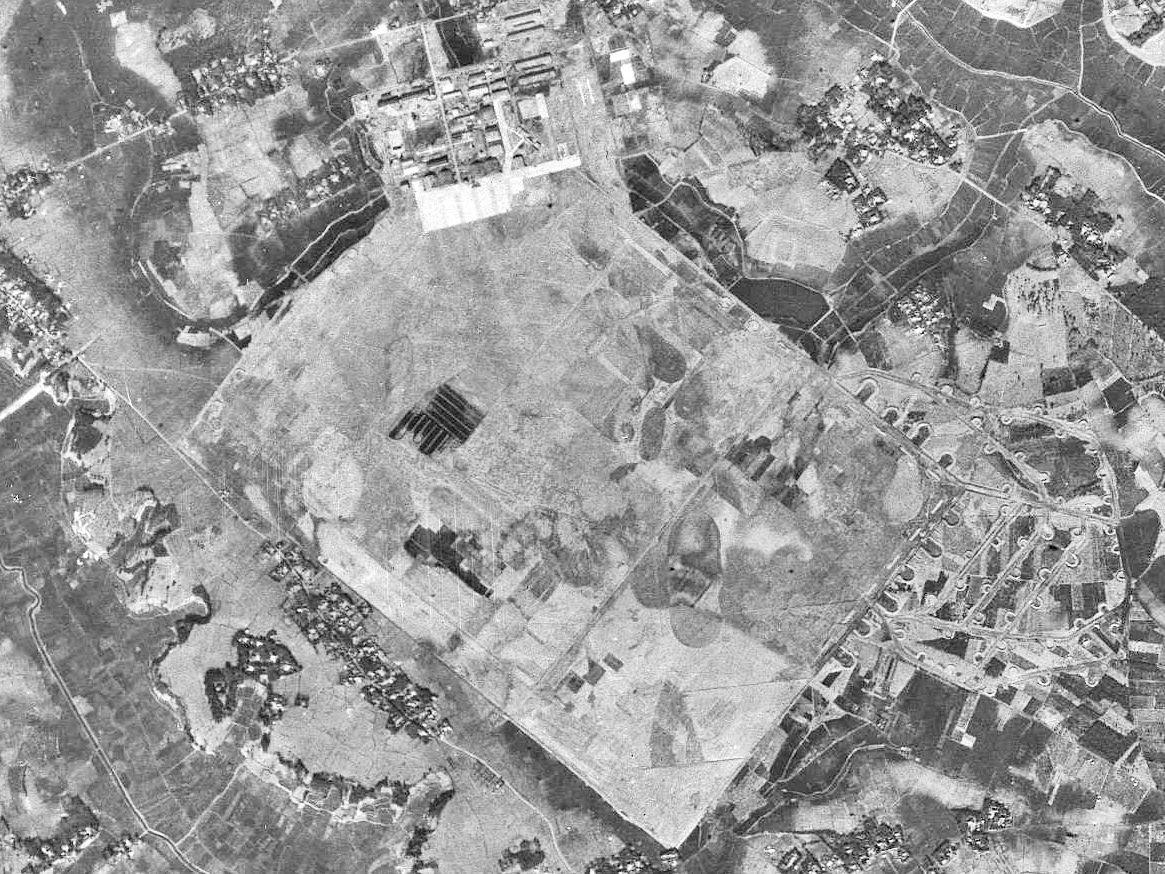
谷田部海軍航空隊跡（1947年）

谷田部海軍航空隊（やたべかいぐんこうくうたい）は、日本海軍の部隊の一つ。茨城県筑波郡谷田部町（現・つくば市）に所在した。

## 概要
搭乗員の初歩練習を推進するため、訓練を推進していた。しかし昭和19年12月に要員を総入れ替えし、昭和19年2月15日に開かれた神之池海軍航空隊（ごうのいけかいぐんこうくうたい）を迎え入れ、戦闘機操縦訓練隊に変貌した。一方、初歩練部隊は山形県北村山郡大富村（現・東根市）の神町飛行場に移転し、神町海軍航空隊（じんまちかいぐんこうくうたい）を立ち上げた。菊水作戦実施直前に、教官は特別攻撃隊を編成し、沖縄方面の特攻作戦に従事した。本稿では、二代の谷田部空に加え、神之池空・神町空についても記載する。

## 初代谷田部海軍航空隊
昭和7年、茨城県筑波郡谷田部町に霞ヶ浦海軍航空隊の補助飛行場として建設され、予科練の霞空と連動して練習機専修の分遣隊を設置することとした。谷田部分遣隊は昭和14年12月をもって谷田部海軍航空隊として独立した。
- 昭和14年（1939年）

12月1日 - 霞ヶ浦海軍航空隊谷田部分遣隊を独立、開隊。第十一連合航空隊に編入。陸上機の操縦教育を継続。　
- 昭和17年（1942年）

12月 - 予科練卒業者受け入れ開始、甲飛第8期入隊。
- 昭和19年（1944年）

7月頃 - 甲飛13期500名が大量入隊。
11月頃 - 戦闘実用機訓練隊教官にフィリピン進出を命令。
12月5日 - 練習生教程の甲飛13期500名を神町海軍航空隊に移転。
当日をもって、初歩練教育を山形県北村山郡東根町の神町飛行場に移転し、谷田部飛行場は神之池空の戦闘機搭乗訓練隊に譲られた。

### 主力機種
- 九〇式機上作業練習機
- 九三式中間練習機

### 歴代司令
- 荒木敬吉 大佐：1939年12月1日 - 1941年3月10日[1]
- 森玉賀四 大佐：1941年3月10日[1] - 1942年1月25日[2]
- 山県駿二 大佐：1942年1月25日[2] -
- 堤政夫：1942年8月15日 -
- 松原雅太 後備大佐：1943年2月25日 -
- 山県駿二：1943年4月10日 -
- 露木専治：1943年6月1日 -
- 荒木保：1943年10月1日 -
- （兼）三木森彦 少将：1943年11月15日 -
- 佐藤清茂：1944年2月1日 - 神町移転後も留任

## 神町海軍航空隊

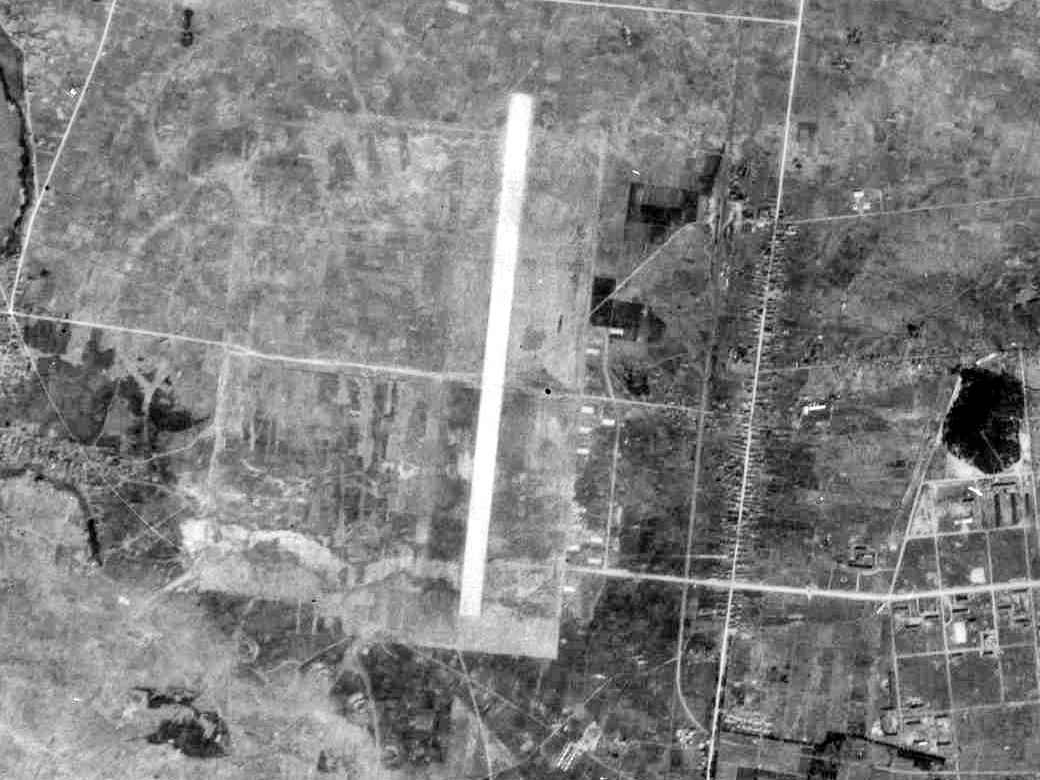
神町飛行場の空中写真（1948年）

神町飛行場は、海軍が自力で設置した飛行場のひとつである。昭和17年頃より土地収用を始め、谷田部空の移転までに落成に漕ぎ着けた。
- 昭和19年（1944年）

12月15日 - 神町海軍航空隊開隊。十一連空に残留。
- 昭和20年（1945年）

5月5日 - 十一連空解散、第十航空艦隊直卒に編入。
6月20日 - 奥州海軍航空隊（乙飛行隊）が開隊、神町に司令部を置く。
8月5日 - 十航艦に第十五連合航空隊を新設、編入。
8月13日 - 機動部隊艦載機、神町飛行場を強襲。
終戦後解隊。
戦場から最も遠い本格的飛行基地であった神町も、20年8月には機銃掃射を受ける状態にあった。米軍の進駐を経て自衛隊が利用していたが、昭和39年になってようやく民間空港として再生されることとなり、山形空港が開かれた。

### 主力機種
- 九〇式機上作業練習機
- 九三式中間練習機

### 歴代司令
- 佐藤清茂（谷田部空司令より留任 - 終戦後解隊）

## 神之池海軍航空隊

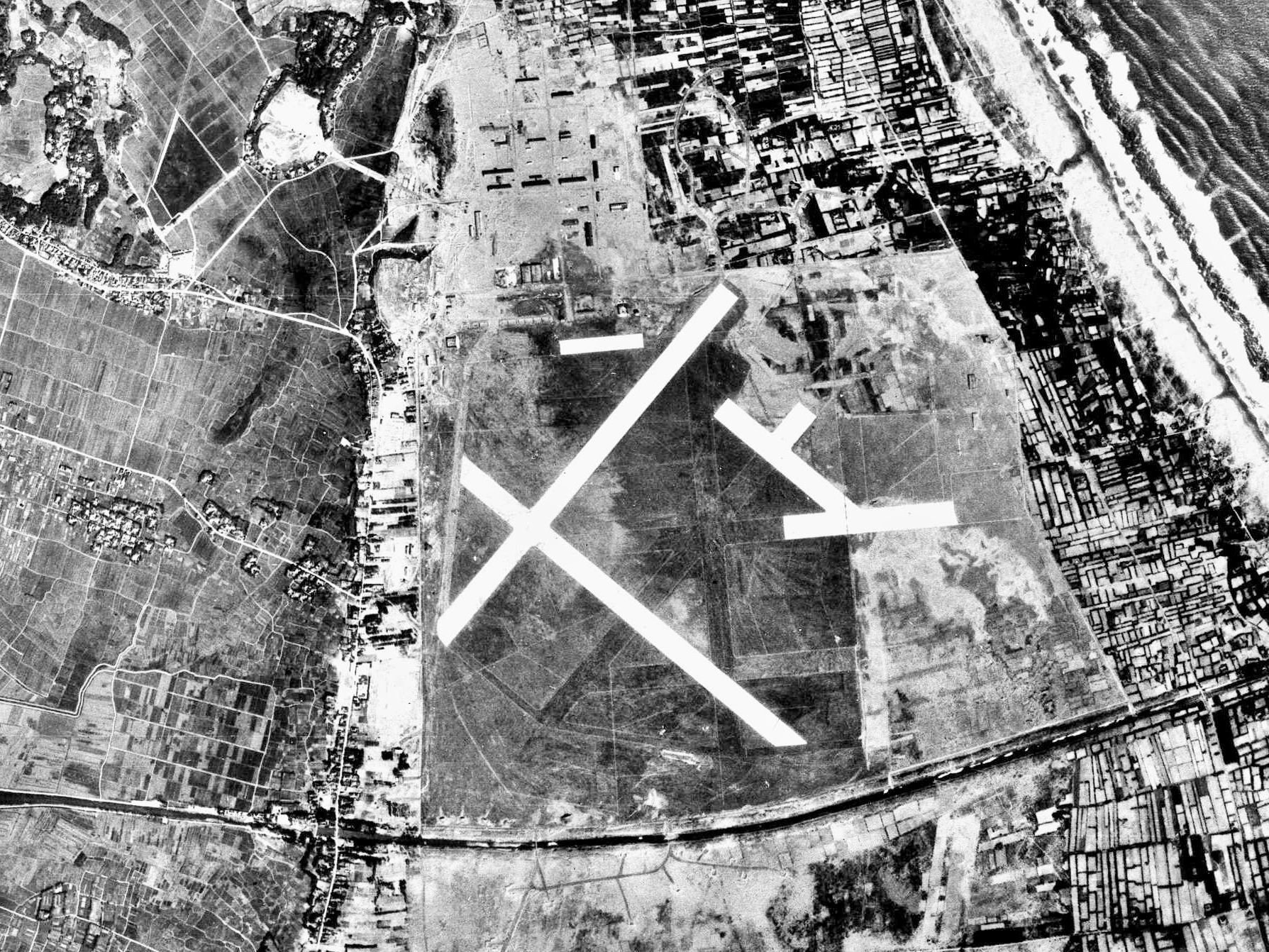
神之池飛行場の空中写真（1946年）

戦闘機専修隊としては筑波海軍航空隊があったが、大量のパイロットを養成するためには、さらなる飛行場と施設が必要となった。昭和19年、海軍は茨城県鹿島郡の高松村（現・鹿嶋市）と息栖村（現・神栖市）がまたがる地域に開設した神之池飛行場に戦闘機の練成隊を設置することとした。
- 昭和19年（1944年）

2月15日 - 開隊。第十一連合航空隊に編入。
11月7日 - 第七二一海軍航空隊が百里原から転入。
12月15日 - 谷田部飛行場に転出。

### 主力機種
- 零式艦上戦闘機（零式練習戦闘機）

### 歴代司令
- 岡村基春：1944年2月15日 -
- 福田太郎：1944年5月2日 - 谷田部移転後も留任

## 二代谷田部海軍航空隊
神之池飛行場は桜花と一式陸上攻撃機に占有されたうえ、多数の護衛戦闘機も用意されたため、神之池空は谷田部に移転せざるを得なくなった。一方で、慣熟訓練の支障となる初歩練を神町飛行場に押しやることで、練習施設を確保した。
- 昭和19年（1944年）

12月5日 - 神之池より戦闘機搭乗員訓練生が移転（定数戦闘機180機）。
- 昭和20年（1945年）

1月31日 - 甲飛12期の訓練完了。
2月10日 - 関東にB-29襲来。第二五二海軍航空隊・第三〇二海軍航空隊・陸軍第十飛行師団の迎撃に協力。
2月16日 - 関東に敵機動部隊襲来（ジャンボリー作戦）。翌日まで迎撃に協力、5機喪失。
3月1日 - 十航艦新編、隷下に入る。
3月26日 - 「天一号作戦」発令、「神風特別攻撃隊・昭和隊」と制空隊は九州進出準備開始。
4月2日 - 先遣隊九州着、本隊第一陣は8日着。
4月11日 - 本隊第二陣16機出撃、機体不調のため14機落伍。
4月12日 - 「菊水二号作戦」発動、防空隊26機出撃。空中戦で14機喪失。
4月14日 - 第一昭和隊12機出撃、全機喪失・突入なし。第二昭和隊8機、鹿屋飛行場に到着。
4月16日 - 「菊水三号作戦」発動。第二昭和隊出撃準備中、敵機襲来。6機地上撃破。
4月17日 - 3個昭和隊、大村海軍航空隊第三神剣隊・第七二一海軍航空隊第七建武隊に同行。4機喪失。
4月22日 - 「菊水四号作戦」発動。制空隊全力出撃。
4月23日 - 増援8機鹿屋着。
4月25日 - 残る昭和隊員は七二一空建武隊に編入。
5月5日 - 練成中の紫電18機と要員を筑波海軍航空隊に編入。以後、鹿屋派遣隊は九州防空、谷田部残留隊は練成に従事。
終戦後解隊
昭和14年から二種の航空隊が継続して使用してきた谷田部飛行場は、終戦とともに農地に転用されることとなった。しかし敷地の各所にコンクリート構造物が埋もれ、開墾には多くの支障があった。やがて高度経済成長とともに農地としての価値は下がり、跡地の大部分を農林水産省が占有し、農業生物資源研究所や農業工学研究所が設立された。なお、跡地の一部に建設された現筑波学園病院の病棟として、建物の一部が利用されていたが、1999年に解体され現在は存在しない。

### 主力機種
- 零式艦上戦闘機…練習用の零式練戦や邀撃用の五二型（無印・甲型・乙型・丙型）などが配備されていた。
- 紫電…邀撃用。一一型各種（無印・甲型・乙型）が配備されていたが，故障が多く稼働率は低かった。
- 雷電 (航空機)…邀撃用・練習用。雷電は離着陸時の前方視界が悪く機動特性も零戦と大きく違っていたため，練習機としては搭乗員に敬遠されがちであった。

### 歴代司令
- 福田太郎：神之池空司令より留任 -
- 梅谷薫 大佐：1945年1月15日 -
- 船木守衛：1945年5月1日 - 終戦後解隊